# Citicorp Center (San Francisco)
Citicorp Center (známý také jako One Sansome Street) je mrakodrap v kalifornském městě San Francisco. Má 39 pater a výšku 168 metrů, je tak 13. nejvyšší mrakodrap ve městě. Byl dokončen v roce 1984 a za designem budovy stojí architekt William F. Pereira.